# ويكيبيديا الإنجليزية البسيطة
ويكيبيديا الإنجليزية البسيطة هي نسخة إنجليزية من موسوعة ويكيبيديا تتم الكتابة فيها باللغة الإنجليزية الأساسية والمعروفة أيضاً باسم الإنجليزية البسيطة. الهدف المذكور من الموقع هو أن يكون مفيداً للأطفال، ولمن يتعلمون اللغة الإنجليزية، وللذين يريدون أن يعرفوا معلومات بسيطة عن موضوع ما (بدون تعمق)، وللذين لديهم إلمام جزئي باللغة الإنجليزية، وللذين لديهم إعاقة للتعلم. تهدف هذه الموسوعة أيضاً إلى أن تكون كأساس لترجمة المقالات لموسوعات ويكيبيديا الأخرى
في 26 يوليو 2006، وصل عدد المقالات في ويكبيديا الإنجليزية البسيطة إلى 10.000 مقال، وابتداءً من يونيو 2009 صار لديها أكثر من 50,000 مقال. شكلت مقالات من ويكيبيديا الإنجليزية البسيطة أساس موسوعة واحدة لكل طفل، ومشروع كمبيوتر محمول لكل طفل الذي انتهى في عام 2014.

## هيكل الموقع
عادة ما تكون المقالات الموجودة في ويكيبيديا الإنجليزية البسيطة أقصر من نظيراتها في ويكيبيديا الإنجليزية، وعادة ما تقدم المعلومات الأساسية فقط. أوضح تيم داولينج من صحيفة الجارديان أن «النسخة الإنجليزية البسيطة تميل إلى التمسك بالحقائق المقبولة عمومًا». تسمى الواجهة أيضًا بشكل أكثر بساطة؛ على سبيل المثال، استبدال رابط «مقال عشوائي» في ويكيبيديا الإنجليزية برابط «إظهار أي صفحة»؛ المستخدمون مدعوون إلى «تغيير» الصفحات بدلاً من «تحريرها»؛ النقر فوق وصلة حمراء يظهر رسالة «الصفحة لم تنشئ» بدلاً من الرسالة المعتادة «الصفحة غير موجودة».

## الإحصائيات
| عدد المستخدمين المسجلين | عدد المستخدمين النشيطين | عدد المقالات | صفحات المحتوى | عدد التعديلات | عدد الملفات المرفوعة | عدد الإداريين |
| ----------------------- | ----------------------- | ------------ | ------------- | ------------- | -------------------- | ------------- |
| 1٬597٬035               | 1٬737                   | 269٬180      | 881٬925       | 10٬246٬188    | 36                   | 21            |

## وصلات خارجية
- الصفحة الرئيسية لويكيبيديا الإنجليزية البسيطة